# 麦隆咖啡
麦隆咖啡（英語：Mellower Coffee），全称为麦隆咖啡股份有限公司，成立于2011年，总部位于云南昆明。

## 经营状况
2011年，麦隆咖啡股份有限公司在云南昆明成立。
麦隆咖啡在上海、北京、深圳、重庆等中国大陆城市和新加坡、韩国等国家和地区设有分店。其主营业务为咖啡豆、咖啡饮料、糕点食品以及咖啡器具。。2016年后，该企业速扩张至 20 多家。
在零售业务以外，麦隆咖啡在上海有自己的烘焙生产线，和“麦隆咖啡培训学院”。

## 发展历史
- 2011年，麦隆咖啡股份有限公司在云南昆明成立。[2]
- 2014年，麦隆咖啡建成了昆明咖啡烘焙工厂。
- 2015年，麦隆咖啡建成了上海咖啡烘焙工厂。[1]
- 2016年，麦隆咖啡在新加坡、韩国等地的分店开业。[4]